# Fabio Plancíades Fulgencio
Fabio Plancíades Fulgencio (en latín, Fabius Planciades Fulgentius; finales del siglo V-principios del siglo VI) fue un gramático latino oriundo de África. Se le atribuyen cuatro obras existentes:
- Mythologiarum libri iii, dedicado a un tal Cato, un presbítero de Cartago, conteniendo 75 mitos brevemente narrados y luego explicados de la forma mística y alegórica propia de los estoicos y neoplatónicos. Para este fin el autor suele invocar la ayuda de etimologías que, tomadas prestadas de los filósofos, resultan bastante absurdas. Como cristiano, Fulgencio a veces (aunque con menor frecuencia de lo que pudiera esperarse) cita la Biblia del lado de los filósofos, para dar un matiz cristiano a la lección moral.
- Expositio Vergilianae continentiae, una suerte de apéndice al anterior, dedicado también a Cato. El propio Virgilio se aparece al autor y explica los doce libros de la Eneida como retrato de la vida humana. Las tres palabras —arma (virtus), vir (sapientia), Primus (princeps)— de la primera línea representan respectivamente substantia corporalis, sensualis, ornans. El libro I simboliza el nacimiento y la infancia del hombre (el naufragio de Eneas denota los peligros del parto), el libro IV representa el hundimiento en las profundidades de la sabiduría.
- Expositio sermonum antiquorum, explicaciones de 63 palabras raras y obsoletas, apoyadas por citas (a veces de autores y obras que nunca existieron). Es muy inferior a la obra parecida de Nonio Marcelo, junto a la que se edita con frecuencia.
- Liber absque litteris de aetatibus mundi et hominis, obra en cuya cabecera el autor aparece con el nombre de Fabius Claudius Gordianus Fulgentius (Claudius es el nombre del padre, y Gordianus el del abuelo del obispo, a quienes algunos atribuyen la obra). El título Absque litteris indica que una letra del alfabeto es completamente omitida en cada libro sucesivo («A» en el libro I, «B» en el II, etcétera). Sólo se conservan 14 libros. El contenido está principalmente tomado de la historia sagrada.

Además de estas, Fulgencio habla de intentos poéticos primitivos al estilo de Anacreonte y de una obra llamada Physiologus sobre cuestiones médicas, incluyendo una discusión del significado místico de los números 7 y 9.
Fulgencio es representativo del llamado estilo africano tardío, inspirándose en Apuleyo, Tertuliano y Marciano Capella. Su estilo es rimbombante, afectado e incorrecto, haciendo que sus frases largas y elaboradas resulten difíciles de entender.